# Вилибалд Крес
Вилибалд Крес; Франкфурт на Мајни, 13. новембар 1906 - 27. јануар 1989. Гисен) бивши је њемачки фудбалер који је играо на позицији голмана. Освајач је бронзане медаље на Свјетском првенству 1934.
Наступао је за фудбалске клубове Rot-Weiss Frankfurt и Дрезденер. За француски ФК Милуз потписао је 1932. али није могао да игра лигашке мечеве због суспензије Њемачког фудбалског савеза. Након завршетка играчке каријере тренирао је FSV Frankfurt, Wormatia Worms и Wuppertaler SV. 